# Järnekssläktet
Järnekssläktet (Ilex) är ett släkte på omkring 400 arter träd och buskar i divisionen fröväxter och det enda släktet i  familjen järneksväxter.. Vissa av arterna är sambyggare och andra tvåbyggare och frukterna de bär är stenfrukter.

## Arter
Till släktet hör bland annat järnek och amerikansk, japansk och kinesisk järnek.

## Bildgalleri

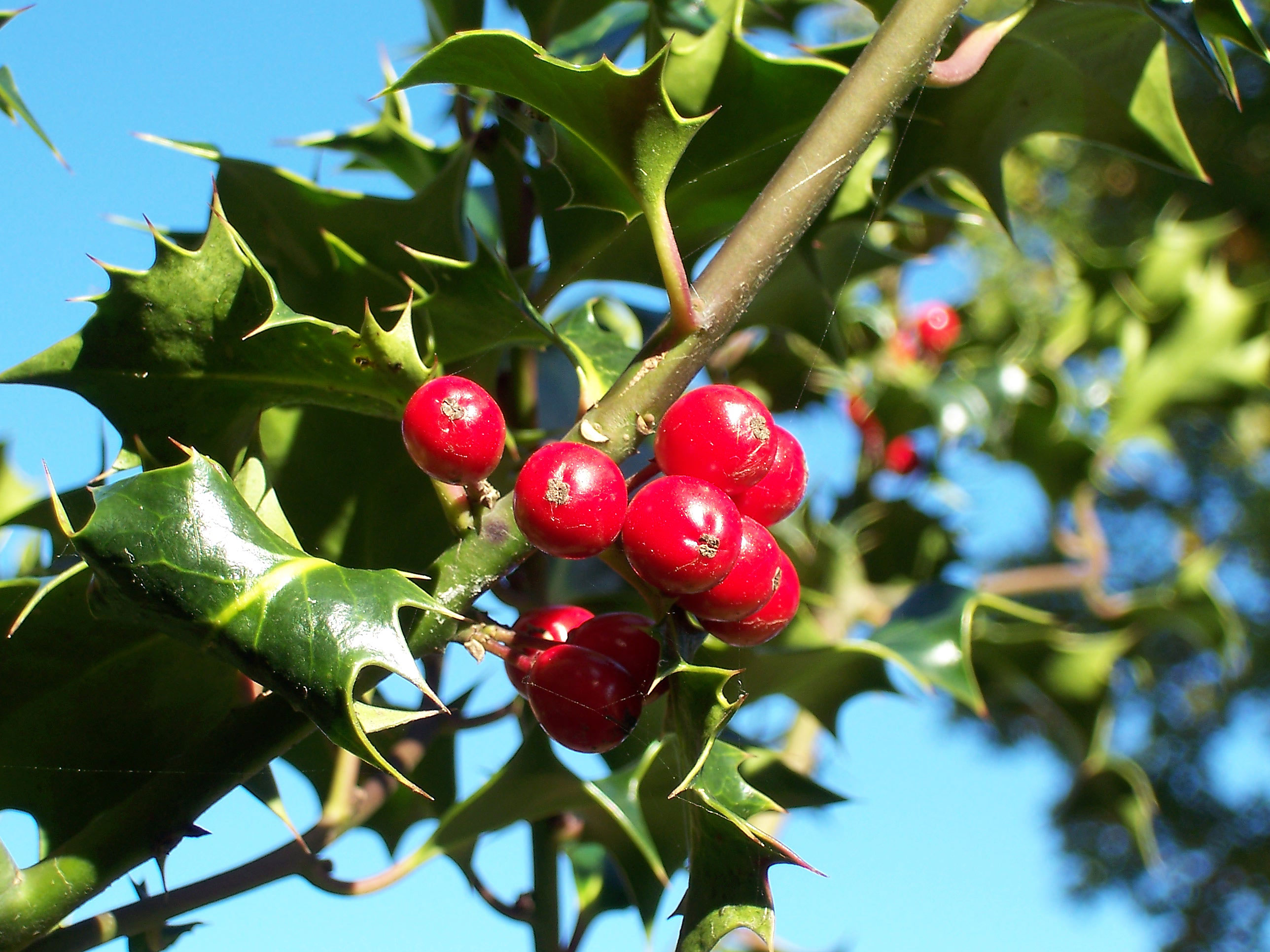
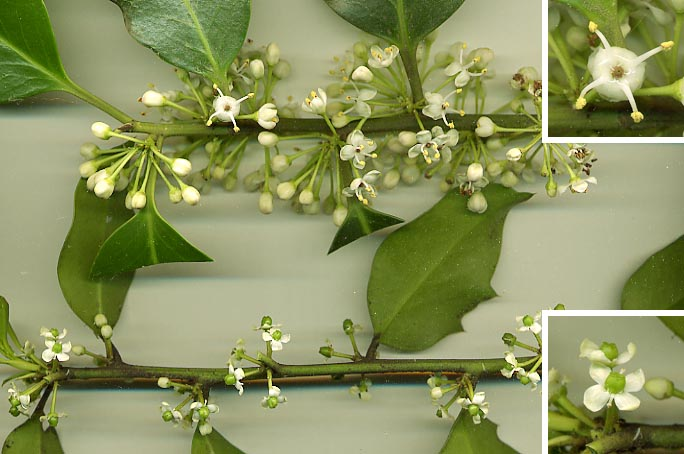
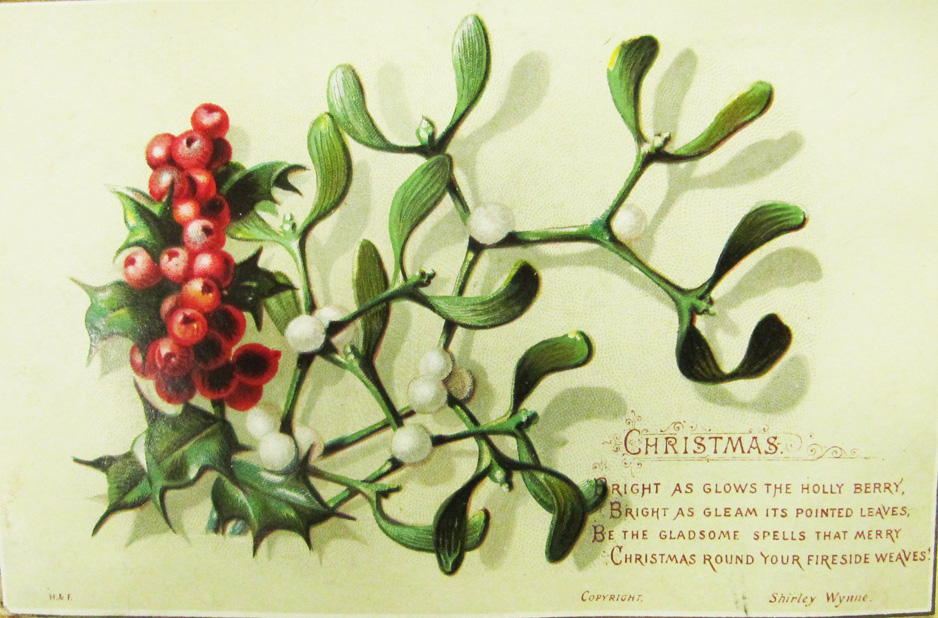
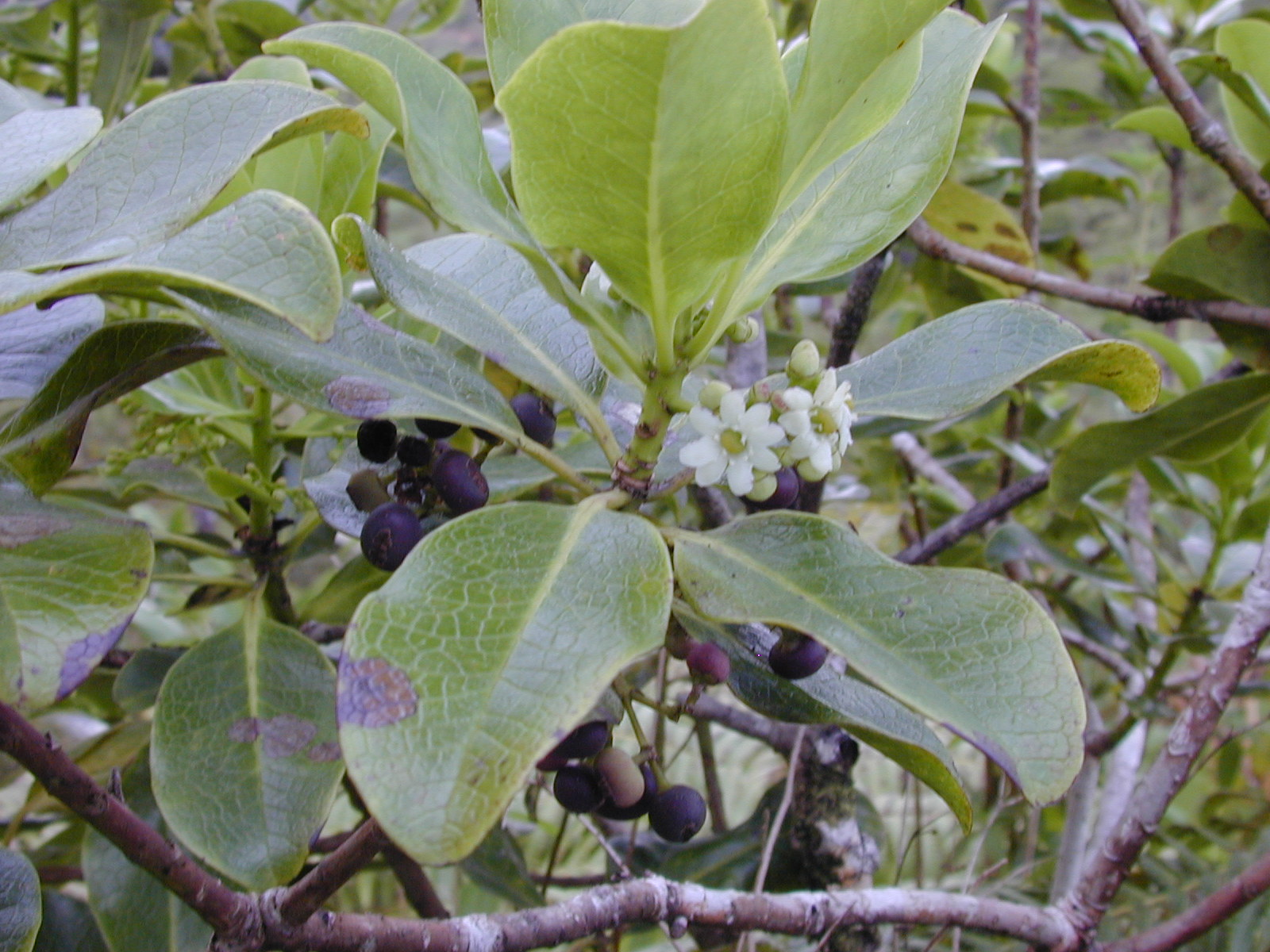
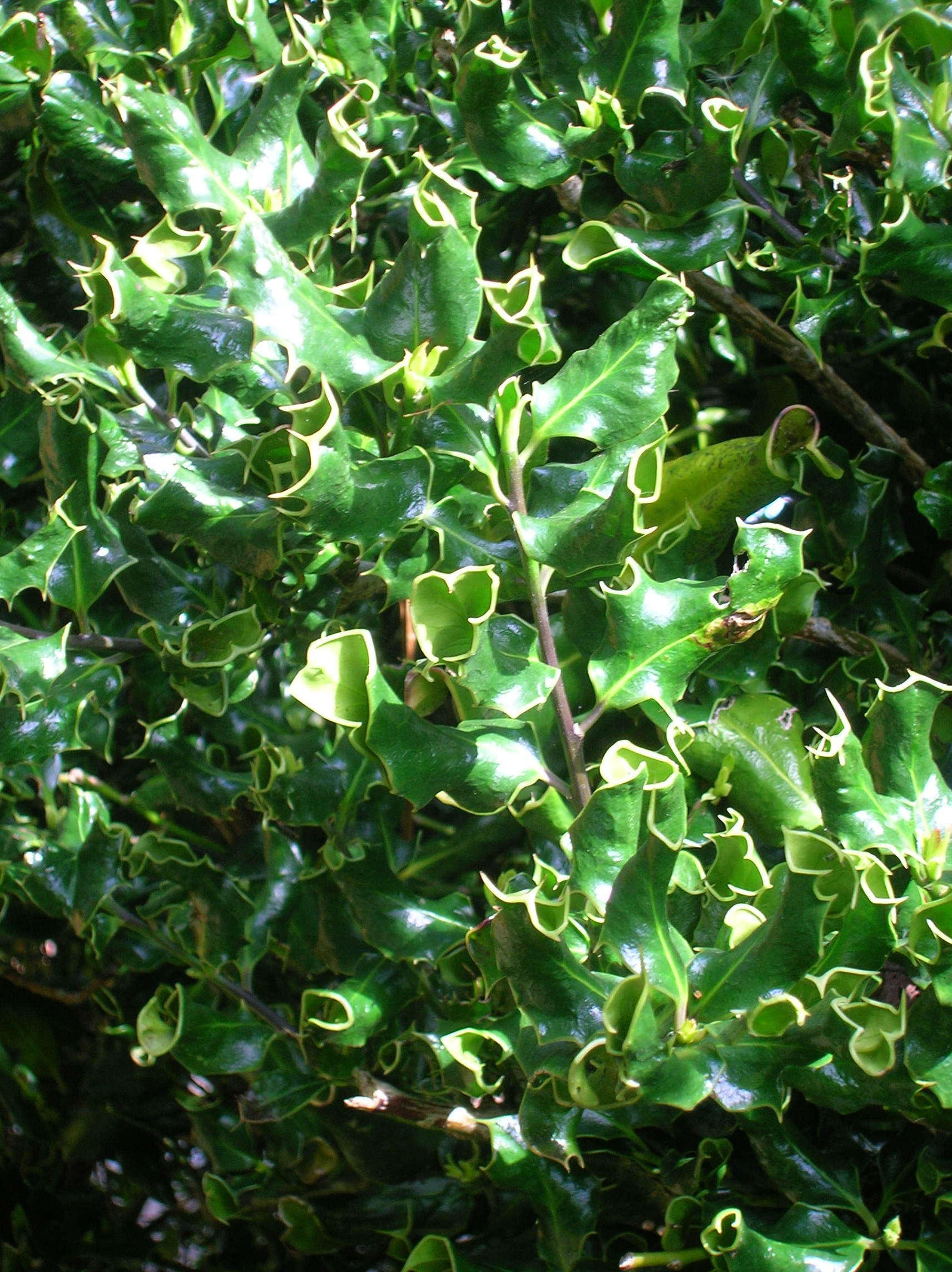
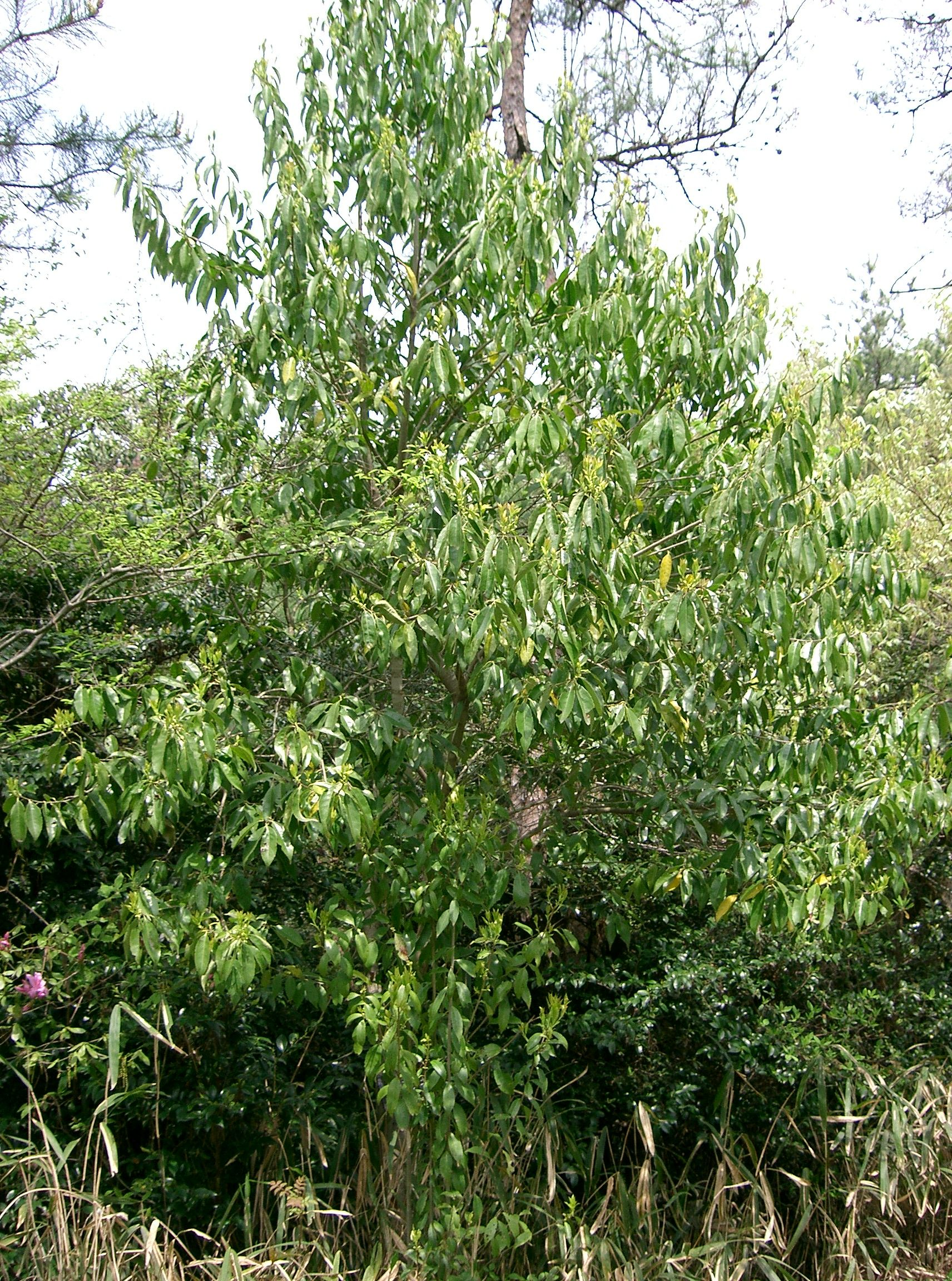

## Dottertaxa till järnekssläktet, i alfabetisk ordning[1]
- Ilex abscondita
- Ilex aculeolata
- Ilex acutidenticulata
- Ilex affinis
- Ilex aggregata
- Ilex alainii
- Ilex altiplana
- Ilex amazonensis
- Ilex ambigua
- Ilex amboroica
- Ilex amelanchier
- Ilex ampla
- Ilex amplifolia
- Ilex amygdalina
- Ilex andicola
- Ilex angulata
- Ilex angustissima
- Ilex annamensis
- Ilex anodonta
- Ilex anomala
- Ilex antonii
- Ilex apicidens
- Ilex apiculata
- Ilex apiensis
- Ilex aquifolium
- Ilex aquipernyi
- Ilex aracamuniana
- Ilex archboldiana
- Ilex archeri
- Ilex ardisiifrons
- Ilex argentina
- Ilex arimensis
- Ilex arisanensis
- Ilex arnhemensis
- Ilex asperula
- Ilex asprella
- Ilex atabapoensis
- Ilex atrata
- Ilex attenuata
- Ilex auricula
- Ilex austrosinensis
- Ilex azuensis
- Ilex baasiana
- Ilex bahiahondica
- Ilex baracoensis
- Ilex barahonica
- Ilex bartlettii
- Ilex beccariana
- Ilex belizensis
- Ilex berberidifolia
- Ilex berteroi
- Ilex bidens
- Ilex bioritsensis
- Ilex biserrulata
- Ilex blancheana
- Ilex blanchetii
- Ilex bogorensis
- Ilex boliviana
- Ilex borneensis
- Ilex brachyphylla
- Ilex brandegeeana
- Ilex brasiliensis
- Ilex brassii
- Ilex brevicuspis
- Ilex brevipedicellata
- Ilex buergeri
- Ilex bullata
- Ilex buxifolia
- Ilex buxoides
- Ilex canariensis
- Ilex cardonae
- Ilex casiquiarensis
- Ilex cassine
- Ilex cauliflora
- Ilex celebensis
- Ilex celebesiaca
- Ilex centrochinensis
- Ilex cerasifolia
- Ilex chamaebuxus
- Ilex chamaedryfolia
- Ilex championii
- Ilex chapaensis
- Ilex chartacifolia
- Ilex chengbuensis
- Ilex chengkouensis
- Ilex cheniana
- Ilex chevalieri
- Ilex chimantaensis
- Ilex chinensis
- Ilex chingiana
- Ilex chiriquensis
- Ilex chuguangii
- Ilex chuniana
- Ilex ciliolata
- Ilex ciliospinosa
- Ilex cinerea
- Ilex cissoidea
- Ilex clarkei
- Ilex clemensiae
- Ilex clethriflora
- Ilex cochinchinensis
- Ilex cognata
- Ilex colchica
- Ilex collina
- Ilex colombiana
- Ilex condensata
- Ilex condorensis
- Ilex confertiflora
- Ilex confertifolia
- Ilex congesta
- Ilex congonhinha
- Ilex conocarpa
- Ilex cookii
- Ilex corallina
- Ilex coriacea
- Ilex cornuta
- Ilex costaricensis
- Ilex costata
- Ilex cowanii
- Ilex crassifolia
- Ilex crassifolioides
- Ilex crenata
- Ilex cristalensis
- Ilex cristata
- Ilex cubana
- Ilex culminicola
- Ilex cupreonitens
- Ilex curranii
- Ilex cuthbertii
- Ilex cuzcoana
- Ilex cymosa
- Ilex cyrtura
- Ilex dabieshanensis
- Ilex danielis
- Ilex daphnogenea
- Ilex dasyclada
- Ilex dasyphylla
- Ilex davidsei
- Ilex decidua
- Ilex dehongensis
- Ilex delavayi
- Ilex densifolia
- Ilex denticulata
- Ilex dianguiensis
- Ilex dicarpa
- Ilex dictyoneura
- Ilex dimorphophylla
- Ilex dioica
- Ilex diospyroides
- Ilex dipyrena
- Ilex discolor
- Ilex diuretica
- Ilex divaricata
- Ilex dolichopoda
- Ilex dugesii
- Ilex duidae
- Ilex dumosa
- Ilex dunniana
- Ilex editicostata
- Ilex elliptica
- Ilex elmerrilliana
- Ilex embelioides
- Ilex emmae
- Ilex engleriana
- Ilex englishii
- Ilex eoa
- Ilex ericoides
- Ilex estriata
- Ilex eugeniifolia
- Ilex euryaeformis
- Ilex euryoides
- Ilex excavata
- Ilex excelsa
- Ilex falsani
- Ilex fanshawei
- Ilex farallonensis
- Ilex fargesii
- Ilex fengqingensis
- Ilex ferruginea
- Ilex ficifolia
- Ilex ficoidea
- Ilex floribunda
- Ilex florifera
- Ilex flosparva
- Ilex forbesii
- Ilex formosana
- Ilex forrestii
- Ilex fortunensis
- Ilex fragilis
- Ilex franchetiana
- Ilex friburgensis
- Ilex fructiclipeata
- Ilex fruticosa
- Ilex fuertensiana
- Ilex fukienensis
- Ilex gabinetensis
- Ilex gabrielleana
- Ilex gagnepainiana
- Ilex gale
- Ilex gardneriana
- Ilex geniculata
- Ilex georgei
- Ilex glabella
- Ilex glabra
- Ilex glaucophylla
- Ilex glazioviana
- Ilex gleasoniana
- Ilex glomerata
- Ilex godajam
- Ilex goshiensis
- Ilex gotardensis
- Ilex goudotii
- Ilex graciliflora
- Ilex gracilis
- Ilex grandiflora
- Ilex grandifolia
- Ilex grandis
- Ilex gransabanensis
- Ilex guaiquinimae
- Ilex guangnanensis
- Ilex guaramacalensis
- Ilex guayusa
- Ilex guerreroi
- Ilex guianensis
- Ilex guizhouensis
- Ilex gundlachiana
- Ilex haberi
- Ilex hainanensis
- Ilex hanceana
- Ilex harmandiana
- Ilex harrisii
- Ilex havilandii
- Ilex hayataiana
- Ilex hemiepiphytica
- Ilex hippocrateoides
- Ilex hirsuta
- Ilex holstii
- Ilex honbaensis
- Ilex hondurensis
- Ilex hookeri
- Ilex huachamacariana
- Ilex hualgayoca
- Ilex huiana
- Ilex humbertii
- Ilex hunanensis
- Ilex huoshanensis
- Ilex hylonoma
- Ilex hypaneura
- Ilex hypoglauca
- Ilex hyrcana
- Ilex ignicola
- Ilex ijuensis
- Ilex illustris
- Ilex imbricata
- Ilex impressa
- Ilex integerrima
- Ilex integra
- Ilex intermedia
- Ilex intricata
- Ilex inundata
- Ilex jacobsii
- Ilex jamaicana
- Ilex jaramillana
- Ilex jauaensis
- Ilex jelskii
- Ilex jenmanii
- Ilex jiaolingensis
- Ilex jingdongensis
- Ilex jinyunensis
- Ilex jiuwanshanensis
- Ilex julianii
- Ilex juttana
- Ilex karstenii
- Ilex karuaiana
- Ilex kaushue
- Ilex kelabitana
- Ilex kelsallii
- Ilex kengii
- Ilex keranjiensis
- Ilex ketambensis
- Ilex khasiana
- Ilex kiangsiensis
- Ilex kinabaluensis
- Ilex kingiana
- Ilex kiusiana
- Ilex knucklesensis
- Ilex kobuskiana
- Ilex krugiana
- Ilex kunmingensis
- Ilex kunthiana
- Ilex kusanoi
- Ilex kwangtungensis
- Ilex laevigata
- Ilex lamprophylla
- Ilex lancilimba
- Ilex lasseri
- Ilex latifolia
- Ilex latifrons
- Ilex laureola
- Ilex laurina
- Ilex laurocensus
- Ilex ledermannii
- Ilex leucoclada
- Ilex liana
- Ilex liangii
- Ilex liebmannii
- Ilex liesneri
- Ilex lihuaiensis
- Ilex lilianeae
- Ilex limii
- Ilex litseifolia
- Ilex liukiuensis
- Ilex loeseneri
- Ilex lohfauensis
- Ilex longecaudata
- Ilex longipes
- Ilex longipetiolata
- Ilex longipilosa
- Ilex longzhouensis
- Ilex lonicerifolia
- Ilex loranthoides
- Ilex loretoica
- Ilex ludianensis
- Ilex lundii
- Ilex maasiana
- Ilex macarenensis
- Ilex macbridiana
- Ilex macfadyenii
- Ilex machilifolia
- Ilex maclurei
- Ilex macrocarpa
- Ilex macropoda
- Ilex macrostigma
- Ilex magnifolia
- Ilex magnifructa
- Ilex maguirei
- Ilex maingayi
- Ilex makinoi
- Ilex malabarica
- Ilex malaccensis
- Ilex mamillata
- Ilex mandonii
- Ilex manitzii
- Ilex manneiensis
- Ilex marahuacae
- Ilex marginata
- Ilex marlipoensis
- Ilex martiniana
- Ilex matangicola
- Ilex matanoana
- Ilex maxima
- Ilex maximowicziana
- Ilex medogensis
- Ilex megaphylla
- Ilex melanophylla
- Ilex melanotricha
- Ilex memecylifolia
- Ilex mertensii
- Ilex mesilauensis
- Ilex metabaptista
- Ilex micrantha
- Ilex micrococca
- Ilex microdonta
- Ilex microphylla
- Ilex micropyrena
- Ilex microsticta
- Ilex microthyrsa
- Ilex microwrightioides
- Ilex miguensis
- Ilex minimifolia
- Ilex mitis
- Ilex montana
- Ilex mucronata
- Ilex mucronulata
- Ilex mucugensis
- Ilex myricoides
- Ilex myrtifolia
- Ilex myrtillus
- Ilex nanchuanensis
- Ilex nanningensis
- Ilex nayana
- Ilex neblinensis
- Ilex nemorosa
- Ilex neocaledonica
- Ilex nervosa
- Ilex nervulosa
- Ilex nigropunctata
- Ilex ningdeensis
- Ilex nipponica
- Ilex nitida
- Ilex nitidissima
- Ilex nothofagifolia
- Ilex nubicola
- Ilex nuculicava
- Ilex nummularia
- Ilex nunezii
- Ilex obcordata
- Ilex oblonga
- Ilex obovata
- Ilex obtusata
- Ilex occulta
- Ilex odorata
- Ilex oligodonta
- Ilex oligoneura
- Ilex oliveriana
- Ilex omeiensis
- Ilex opaca
- Ilex oppositifolia
- Ilex orestes
- Ilex organensis
- Ilex ovalifolia
- Ilex ovalis
- Ilex owariensis
- Ilex pachyphylla
- Ilex palawanica
- Ilex pallida
- Ilex paltorioides
- Ilex paraguariensis
- Ilex paruensis
- Ilex parvifructa
- Ilex patens
- Ilex pauciflora
- Ilex paucinervia
- Ilex paujiensis
- Ilex pedunculosa
- Ilex peiradena
- Ilex pentagona
- Ilex perado
- Ilex perlata
- Ilex permicrophylla
- Ilex pernervata
- Ilex pernyi
- Ilex perryana
- Ilex petiolaris
- Ilex phillyreifolia
- Ilex pingheensis
- Ilex pingnanensis
- Ilex poiensis
- Ilex poilanei
- Ilex polita
- Ilex polyneura
- Ilex polypyrena
- Ilex praetermissa
- Ilex promecophylla
- Ilex prostrata
- Ilex psammophila
- Ilex pseudobuxus
- Ilex pseudodorata
- Ilex pseudoebenacea
- Ilex pseudoembelioides
- Ilex pseudomachilifolia
- Ilex pseudoodorata
- Ilex pseudotheezans
- Ilex pseudoumbelliformis
- Ilex pseudovaccinium
- Ilex ptariana
- Ilex pubescens
- Ilex pubigera
- Ilex pubilimba
- Ilex punctatilimba
- Ilex pustulosa
- Ilex pyrifolia
- Ilex qianlingshanensis
- Ilex qingyuanensis
- Ilex quercetorum
- Ilex quitensis
- Ilex rarasanensis
- Ilex renae
- Ilex reticulata
- Ilex retusa
- Ilex retusifolia
- Ilex revoluta
- Ilex rimbachii
- Ilex robusta
- Ilex robustinervosa
- Ilex rockii
- Ilex rotunda
- Ilex rubra
- Ilex rubrinervia
- Ilex rugosa
- Ilex rugulosa
- Ilex rupicola
- Ilex salicina
- Ilex sapiiformis
- Ilex sapotifolia
- Ilex sarawaccensis
- Ilex savannarum
- Ilex saxicola
- Ilex scabridula
- Ilex schlechteri
- Ilex schwackeana
- Ilex sclerophylla
- Ilex sclerophylloides
- Ilex scopulorum
- Ilex scutiiformis
- Ilex sebertii
- Ilex serrata
- Ilex servinii
- Ilex sessiliflora
- Ilex sessilifructa
- Ilex shennongjiaensis
- Ilex shimeica
- Ilex sideroxyloides
- Ilex sikkimensis
- Ilex sinica
- Ilex sintenisii
- Ilex sipapoana
- Ilex skutchii
- Ilex socorroensis
- Ilex soderstromii
- Ilex solida
- Ilex spicata
- Ilex spinulosa
- Ilex spruceana
- Ilex stapfiana
- Ilex stellata
- Ilex stenocarpa
- Ilex stenura
- Ilex sterrophylla
- Ilex stewardii
- Ilex steyermarkii
- Ilex strigillosa
- Ilex suaveolens
- Ilex subcaudata
- Ilex subcordata
- Ilex subcoriacea
- Ilex subcrenata
- Ilex suber
- Ilex subficoidea
- Ilex sublongecaudata
- Ilex subodorata
- Ilex subrotundifolia
- Ilex subrugosa
- Ilex subtriflora
- Ilex sugerokii
- Ilex suichangensis
- Ilex sumatrana
- Ilex summa
- Ilex suprema
- Ilex suzukii
- Ilex synpyrena
- Ilex syzygiophylla
- Ilex szechwanensis
- Ilex tadiandamolensis
- Ilex tahanensis
- Ilex tamii
- Ilex tarapotina
- Ilex tateana
- Ilex taubertiana
- Ilex tectonica
- Ilex tenuis
- Ilex tepuiana
- Ilex teratopis
- Ilex ternatiflora
- Ilex tetramera
- Ilex theezans
- Ilex thyrsiflora
- Ilex tiricae
- Ilex tonii
- Ilex tonkinensis
- Ilex toroidea
- Ilex trachyphylla
- Ilex trichocarpa
- Ilex trichoclada
- Ilex trichothyrsa
- Ilex triflora
- Ilex truxillensis
- Ilex tsangii
- Ilex tsiangiana
- Ilex tsoi
- Ilex tsugitakayamensis
- Ilex tutcheri
- Ilex uaramae
- Ilex uleana
- Ilex umbellata
- Ilex umbellulata
- Ilex uniflora
- Ilex uraiensis
- Ilex urbaniana
- Ilex urceolatus
- Ilex utilis
- Ilex vacciniifolia
- Ilex valenzuelana
- Ilex walkeri
- Ilex wallichii
- Ilex walsinghamii
- Ilex wandoensis
- Ilex wangiana
- Ilex warburgii
- Ilex wardii
- Ilex wattii
- Ilex weberlingii
- Ilex velutina
- Ilex velutinulosa
- Ilex wenchowensis
- Ilex venezuelensis
- Ilex venosa
- Ilex venulosa
- Ilex wenzelii
- Ilex verisimilis
- Ilex versteeghii
- Ilex verticillata
- Ilex vesparum
- Ilex vietnamensis
- Ilex wightiana
- Ilex williamsii
- Ilex villosula
- Ilex wilsonii
- Ilex virgata
- Ilex viridis
- Ilex vismiifolia
- Ilex vitiensis
- Ilex vitis-idaea
- Ilex volkensiana
- Ilex vomitoria
- Ilex wugongshanensis
- Ilex wuiana
- Ilex vulcanicola
- Ilex wurdackiana
- Ilex xiaojinensis
- Ilex xizangensis
- Ilex yangchunensis
- Ilex yanlingensis
- Ilex yuiana
- Ilex yunnanensis
- Ilex yurumanguinis
- Ilex yutajensis
- Ilex zeylanica
- Ilex zhejiangensis
- Ilex zippeliana
- Ilex zygophylla